# تودور مادابوسی کریشنا
تودور مادابوسی کریشنا (انگلیسی: T. M. Krishna؛ زادهٔ ۲۲ ژانویهٔ ۱۹۷۶) خواننده حرفه‌ای، مربی، مؤلف و کنشگر هندی است. وی از سال ۱۹۸۸ میلادی تاکنون مشغول فعالیت بوده است. کریشنا به خاطر فعالیت‌هایش جوایزی کسب کرده است. او به‌عنوان یک خواننده، نوآوری‌های زیادی هم در سبک و هم در محتوای کنسرت‌هایش آورده است که از سوی برخی از طرف‌ها و صاحب‌نظران، موضوعات بحث‌برانگیزی را در زمینه موسیقی برانگیخته است.
کریشنا در ۲۰۱۶ جایزه رامون مگسیسی را به خاطر «تعهد قاطع خود به عنوان هنرمند و مدافع قدرت هنر برای التیام شکاف‌های اجتماعی عمیق در هند و شکستن موانع طبقاتی برای آزاد کردن آنچه موسیقی نه تنها برای برخی، بلکه برای همه ارائه شود، دریافت کرد».

## تاریخچه و زندگی‌نامه
کریشنا در ۲۲ ژانویه ۱۹۷۶ در چنای به دنیا آمد، پدرش توتور مادابوسی رانگاچاری و مادرش پریما بود. مادر و سریرام سوبرامانیام عموی مادر کریشنا مدرسه‌ای به نام ویدیا وانام برای دانش‌آموزان روستایی و محروم در انای پاتی، تامیل نادو تأسیس و اداره کردند. کریشنا برادرزاده سیاستمدار کنگره و مبارز آزادی کریشناماچاری (وزیر دارایی و صنعتگر سابق هند) می‌باشد که یکی از اعضای مؤسس آکادمی موسیقی مدرس بود.
کریشنا فارغ‌التحصیل مدرسه (بنیاد کریشنامورتی هند) چنای است. وی مدرک لیسانس خود را از همین مدرسه دریافت کرد. او سپس مدرک اقتصاد خود را از کالج ویوکاناندا در دانشگاه مدرس اخذ نمود. کریشنا سپس با سانگیتا سیواکومار، یک نوازنده مشهور کارناتاکا ازدواج کرد و دو دختر دارند.

## فعالیت حرفه‌ای
هر دو والدین کریشنا علاقه عمیقی به هنر، به ویژه موسیقی کارناتیک داشتند. مادرش در دوران کودکی خود به سبک معمول جنوب هند به فراگیری موسیقی پرداخت و حتی مدرک موسیقی کارناتیک را کسب کرد. والدین کریشنا تلاش داشتند تا او از سنین جوانی هنرهای کلاسیک را فرا بگیرد. آنها ترتیبی دادند تا او از کودکی به فراگیری موسیقی بپردازد. کریشنا آموزش موسیقی خود را زیر نظر باگاواثولا سیتاراما شارما آغاز کرد. او سپس زیر نظر چینگل پوت رانگاناتان و تحت مراقبت و آموزش ویژه راگام تانام پالاوی قرار گرفت.
فعالیت کریشنا در سن ۱۲ سالگی با اولین کنسرت او در سری «روح جوانی» که توسط آکادمی موسیقی، چنای (هند) برگزار گردید، آغاز شد. او از آن زمان تاکنون به‌طور گسترده در جشنواره‌ها و مکان‌های مختلف در سراسر جهان از جمله آکادمی موسیقی مدرس، مرکز ملی هنرهای نمایشی (هند)، مرکز هنرهای نمایشی جان اف کندی، مرکز هنرهای نمایشی لینکلن، اسپلنید – تماشاخانه کنار خلیج، برنامه اجرا کرده است.
آهنگ‌های او اغلب به عنوان روح‌انگیز و مملو از «یک موزیک روح‌بخش» ارزیابی می‌شود. در میان بسیاری از اجراهای او، برخی از محبوب‌ترین‌ها آهنگ‌های او در میان شنوندگان کریشنا عبارتند از «جامبوپت» در یامونا کالیانی و «ماناوینالا» در نالیناکانتی. آهنگ‌های او در دهه گذشته به دلیل صدای قوی و عمیق و توانایی او در خواندن سواراهای سریع و در بسیاری از راگاهای کمیاب شهرت داشت. او اکنون تمرکز خود را بر ملودی سنتی نیراوال نشان می‌دهد، یک فرم بداهه نوازی که به اعتقاد او در طول اعصار تحریف شده است. او همچنین به دلیل «نوآوری‌های» خود در روشی که در کنسرت‌هایش ارائه می‌کند، شهرت دارد، یکی از مسائل اصلی که اهل فن به او ایراد می‌گیرند این است که او وارنام‌ها (قطعات مقدماتی سنتی) را در وسط کنسرت ارائه می‌کند. او همچنین در حال کار روی پروژه‌ای است که در آن آهنگ‌های دیکشیتار از سانگیتا سامپرادایا پردارشینی دقیقاً مطابق با نماد آنها در کتاب ارائه شوند.
سخنرانی و نوشته‌های کریشنا طیف وسیعی از موضوعات را در بر می‌گیرد، نه تنها در حوزه فرهنگی. بلکه علایق او گستره فعالیت‌های چپ را نیز شامل می‌شود، ازجمله محیط زیست، نظام طبقاتی، اصلاحات اجتماعی، اصلاحات مذهبی، مبارزه با کمونیسم، نوآوری در موسیقی کلاسیک و غیره را در بر می‌گیرد و در بسیاری از سازمان‌هایی که کارشان در طیف موسیقی و فرهنگ گسترده می‌باشد فعالیت می‌کند. او اخیراً علیه لغو اصل ۳۷۰ و تخریب مجسمه‌های لنین، بهیمراو رامجی آمبدکار، گاندی و پریار راماسامی سخنرانی کرده است.
کریشنا بخشی از تیم فعالانی است که جشنواره‌های اورور و ابتکار سوان‌بوهاوا را در چنای سازماندهی کرده‌اند. او همچنین در کنفرانس‌ها و موسسات آکادمیک مختلف از جمله دانشگاه هاروارد، مؤسسه ریاضی چنای، موسسه فناوری هند و مؤسسه مدیریت هند برنامه سخنرانی دارد.
از جمله جوایز او می‌توان به جایزه معتبر رامون مگسیسی (۲۰۱۶) به منظور قدردانی از «تعهد نیرومند او به‌عنوان هنرمند و مدافع قدرت هنر برای التیام شکاف‌های اجتماعی عمیق هند»، جایزه ایندیرا گاندی برای یکپارچگی ملی (۲۰۱۷) برای خدماتش در ترویج و حفظ یکپارچگی ملی در کشور و جایزه یادبود وی آراویندکشان (۱۳۹۶) برای پیوند موسیقی کارناتیک با انسان.
آهنگ «ونپورا» فیلم کولی (۲۰۱۹) به کارگردانی راجو موروگان اولین پخش موزیک متن کریشنا است. سانتوش نارایانان مدیر موسیقی آن بود.